# أتلايا دو نورتي
أتلايا دو نورتي (بالبرتغالية: Atalaia do Norte‏) هي بلدية تقع في البرازيل في الأمازون (ولاية). يقدر عدد سكانها بـ 13,682 نسمة ومساحتها 76,355 كم2 وترتفع عن سطح البحر 65 متر.